# Alena Kohoutková
Alena Kohoutková (* 10. října 1953, Praha) je česká stavební inženýrka a profesorka, v letech 2014–2018 působila jako děkanka fakulty stavební ČVUT (FSv ČVUT), od roku 2018 je prorektorkou ČVUT pro výstavbu a v letech 2005–2019 vedla katedru betonových a zděných konstrukcí FSv ČVUT.
Dále působí v grémiu a kolegiu ČVUT, v grémiu FSv ČVUT, je členkou vědecko-umělecké rady fakulty architektury ČVUT (FA ČVUT), členkou vědeckých rad FSv ČVUT a Kloknerova ústavu a předsedkyně rady Univerzitního centra energeticky efektivních budov (UCEEB).

## Život
Alena Kohoutková v letech 1973–1978 vystudovala FSv ČVUT, v roce 1985 se stala kandidátkou věd v oboru Teorie a konstrukce inženýrských staveb. Pracovala jako statik a analytik v Projektovém ústavu hl. m. Prahy a dále jako vědecká pracovnice v Kloknerově ústavu. Od roku 1994 byla zaměstnána jako odborná asistentka na katedře betonových a zděných konstrukcí FSv ČVUT, v roce 2004 se stala docentkou v oboru Teorie stavebních konstrukcí a materiálů a od roku 2009 je profesorkou téhož oboru. V letech 2006–2009 byla prorektorkou ČVUT pro studium. Katedru betonových a zděných konstrukcí vedla v letech 2005–2019, jejím nástupcem se stal doc. Lukáš Vráblík.
V roce 2009 (s účinností od roku 2010) byla zvolena děkankou Fakulty stavební, stala se tak první ženou v této funkci. Ve volbě porazila pozdějšího rektora Petra Konvalinku, v roce 2013 svůj mandát obhájila. V roce 2018 se jejím nástupcem stal dosavadní proděkan a vedoucí katedry mechaniky prof. Jiří Máca.
Vyučovala předměty betonových konstrukcí, vedla bakalářské, diplomové i dizertační práce, je autorkou skript a softwarových programů. Odborně se zabývá vláknobetonovými konstrukcemi, smršťováním a dotvarováním betonu, recyklací betonu atd. V zahraničí působila jako přednášející v USA, Řecku a Itálii. K roku 2018 měla v databázi Scopus 51 studií a příspěvků s 64 citacemi. V roce 2014 taktéž obdržela cenu Milady Paulové za oblast stavebnictví a architektury.
Je členkou Mezinárodní federace konstrukčního betonu (fib), České betonářské společnosti (ČBS), Českého svazu stavebních inženýrů (ČSSI), Mezinárodní asociace pro výstavbu a bezpečnost mostů (IABMAS) a Evropské společnosti pro inženýrské vzdělání (SEFI).
Alena Kohoutková je vdaná, má dceru Alžbětu (* 1987) a syna Štěpána (* 1989). Obě děti působí také jako stavební inženýři.

## Kontroverze
V březnu 2018 vyšlo najevo, že jako děkanka a vedoucí katedry získala nadstandardní finanční odměny – za rok 2017 to činilo 3,7 milionu korun, celkem s platem získala téměř 5,5 milionu korun.

 Podle Petra Konvalinky, který byl v letech 2014–2018 rektorem ČVUT, získala na odměnách v letech 2010–2017 celkem 18,7 milionu korun. Podle Kohoutkové to bylo adekvátní úspěšnosti katedry betonových konstrukcí, která zpracovávala projekty pro Grantovou agenturu ČR a Technologickou agenturu ČR, aplikovaný výzkum ve spolupráci z firmami a znalecké posudky. Podle děkana fakulty stavební Jiřího Máci se téma řešilo na půdě akademického senátu a bylo již uzavřeno. Konvalinka dále uvedl, že mu vadí „nemorální výše“ odměn a fakt, že mu na dotazy ohledně odměn Kohoutková neodpověděla.
Později rektor ČVUT Vojtěch Petráček uvedl, že považuje kauzu zveřejnění výše finančních odměn za „genderový útok“, podle genderových expertů však o nic takového nešlo.